# Нік Зано
Нік Зано — американський актор та продюсер, відомий за роллю Вінса у серіалі За що тебе люблю.

## Біографія та особисте життя
Нік Зано народився 8 березня 1978 року в місті Натлі, штат Нью-Джерсі. У дитинстві жив у Флориді, відвідував місцеву школу  Wellington High School , паралельно беручи участь у театральних постановках і граючи в театрі. У старших класах разом з друзями продюсував щотижневе комедійне шоу, яке виходило на шкільному телебаченні. Заале писав сценарії, режисирував і періодично знімався в серіалі. Завдяки цьому отримав можливість брати участь у програмі для початківців кінодіячів  JVC Universal Film Competition , в якій також брало участь понад 800 місцевих школярів.
З лютого 2008 року Зано зустрічається з актрисою Хейлі Дафф.
C грудня 2011 зустрічався з партнеркою по серіалу «Дві дівчини без копійчини» Кет Деннінгс. Зараз Зано перебуває в тривалих стосунках з актрисою Лією Рене Кадмор . У липні 2016 року вона народила їм сина. У 2018 році народилася їхня друга дитина, дочка .

## Кар'єра
Незабаром після закінчення школи, Зано переїхав до Лос-Анджелес і отримав роботу в маленькій виробничої кіно-компанії, що займається кіно і телепроєктами. Паралельно з цим, Зано виступив продюсером щорічно проведеного заходу під назвою Living Position — в рамках програми World AIDS Day, провідний якого був Лу Даймонд Філліпс. Також Зано підробляв продавцем у модному взуттєвому магазині, де його і помітила співробітниця каналу MTV, яка шукала, в той момент, відповідну кандидатуру на місце оглядача кіно-новин в програму Movie House. Заале також деякий час попрацював як кореспондент каналу, а потім почалася його кар'єра в теле-шоу.
У 2003 році Нік отримав роль Вінса, хлопця Холлі (у виконанні Аманда Байнс) з серіалу каналу The WB — За що тебе люблю. З'явившись у другому сезоні, актор увійшов до основного складу шоу і не залишав його аж до закриття в квітні 2006 року. Після цього Зано став ведучим реаліті-шоу на MTV « Why Can not I Be You?». 
Наступного року з'явився разом з Хейлі Дафф і Френкі Муніз ом в романтичній комедії « Мій найсексуальніший рік» . Картина отримала змішані відгуки, а прем'єра відбулася на фестивалі  Hamptons International Film Festival 2007 . У 2008 році Нік разом з актором Дрейком Беллом зіграв у фільмі студії MGM  «Коледж» , а також фільмахКрихітка з Беверлі-Хіллз "і' 'Нічого собі поїздочка 2: Смерть попереду ".
У 2009 році Зано знявся в одній з головних ролей у фільмі « Пункт призначення 4»  і з'явився в декількох епізодах комедійного шоу « Місто хижачок»  каналу ABC. У 2010 році Зано увійшов до основного складу телесеріалу каналу The CW  Район Мелроуз , який був закритий після закінчення сезону через низьких рейтингів.